# یوکیا (کالیفرنیا)
یوکیا (به انگلیسی: Ukiah) شهری در شهرستان مندوسینو ایالت کالیفرنیا است که در سرشماری سال ۲۰۱۰ میلادی، ۱۶٫۰۷۵ نفر جمعیت داشته‌است.